# Vézénobres
Vézénobres é uma comuna francesa na região administrativa de Occitânia, no departamento Gard. Estende-se por uma área de 17,07 km². Em 2010 a comuna tinha 1 878 habitantes (densidade: 110 hab./km²).